# Uta Frith
Dame Uta Frith (născută Aurnhammer; n. 25 mai 1941, Rockenhausen, Renania-Palatinat, Germania) este o psiholoagă a dezvoltării britanică de origine germană, care activează la Institutul de Neuroștiințe Cognitive⁠(d) de la University College London. Ea a fost pionieră a multora din cercetările actuale în domeniul autismului și dislexiei. Ea a scris mai multe cărți despre aceste subiecte, în care a argumentat că autismul ar trebui să fie văzut mai degrabă ca o afecțiune mentală și nu ca una cauzată de educația parentală. Cartea ei Autism: Explaining the Enigma⁠(d) a introdus disciplina numită neuroștiința cognitivă a autismului. Ea este creditată cu crearea testului Sally–Anne⁠(d) împreună cu colegii ei Alan Leslie⁠(d) și Simon Baron-Cohen⁠(d). Ea a efectuat, în premieră, și cercetări în domeniul dislexiei copiilor. Printre studenții pe care i-a îndrumat se numără Tony Attwood⁠(d), Maggie Snowling⁠(d), Simon Baron-Cohen⁠(d) și Francesca Happé⁠(d).